# Rzeszówek (Sainte-Croix)
Pour les articles homonymes, voir Rzeszówek.
Rzeszówek est une localité polonaise de la gmina d'Oksa, située dans le powiat de Jędrzejów en voïvodie de Sainte-Croix.